# タチアナ・チュバエワ
タチアナ・チュバエワ（Tatiana Chuvaeva ウクライナ語: Тетя́на Чува́єва、1983年4月14日 - ）は、ウクライナの女性フィギュアスケート選手。2002年ソルトレイクシティオリンピックペアウクライナ代表。パートナーはドミトリー・パラマルチュクなど。

## 経歴
ウクライナのキーウに生まれ、4歳のころにスケートを始めた。当初はヴィアチェスラフ・チリーとペアを結成し、1999年欧州選手権では8位となったが、同年にペアを解散。2000年になり、新たにドミトリー・パラマルチュクとペアを結成した。
ペア結成1シーズン目に欧州選手権に出場したが、ショートプログラム後に負傷により途中棄権。世界ジュニア選手権では12位に終わった。2001-2002年シーズンよりISUグランプリシリーズに参戦。表彰台こそなかったものの、ソルトレイクシティオリンピックウクライナ代表に選出され、初のオリンピックに出場を果たした。オリンピックではショートプログラムおよびフリースケーティングでともに振るわず16位に終わる。翌2002-2003年シーズンをもってドミトリー・パラマルチュクとのペアを解散。

## 主な戦績
- 1998-99まではヴィアチェスラフ・チリーとのペア
- 2000-01からはドミトリー・パラマルチュクとのペア

| 大会/年            | 1997-98 | 1998-99 | 1999-00 | 2000-01 | 2001-02 | 2002-03 |
| ------------------ | ------- | ------- | ------- | ------- | ------- | ------- |
| オリンピック       |         |         |         |         | 16      |         |
| 世界選手権         |         |         |         |         | 16      |         |
| 欧州選手権         |         | 8       |         | 棄権    | 6       | 10      |
| ウクライナ選手権   | 3       | 3       |         | 3       | 1       | 1       |
| GPスケートアメリカ |         |         |         |         |         | 8       |
| GPスケートカナダ   |         |         |         |         |         | 9       |
| GPネイションズ杯   |         |         |         |         | 6       |         |
| GPエリック杯       |         |         |         |         |         | 9       |
| フィンランディア杯 |         |         |         |         |         | 1       |
| ネーベルホルン杯   |         |         |         |         | 5       |         |
| スケートイスラエル |         | 5       |         |         |         |         |
| 世界Jr.選手権      |         |         |         | 12      |         |         |

### 詳細
| 2002-2003 シーズン       |                                                        |    |    |      |
| 開催日                   | 大会名                                                 | SP | FS | 結果 |
| 2003年1月20日 - 26日     | 2003年ヨーロッパフィギュアスケート選手権（マルメ）     | 10 | 10 | 10   |
| 2002年11月14日 - 17日    | ISUグランプリシリーズ ラリック杯（パリ）               | 10 | 9  | 9    |
| 2002年10月31日 - 11月3日 | ISUグランプリシリーズ スケートカナダ（ケベックシティ） | 7  | 9  | 9    |
| 2002年10月23日 - 27日    | ISUグランプリシリーズ スケートアメリカ（スポケーン）   | 8  | 8  | 8    |
| 2002年10月4日 - 6日      | フィンランディア杯 シニアクラス（ヘルシンキ）          | 1  | 2  | 1    |